# Нижнее Чесночное
Нижнее Чесночное — село в Воловском районе Липецкой области России. Административный центр Верхнечесноченского сельсовета.

## География
Село находится в юго-западной части Липецкой области, в лесостепной зоне, в пределах восточных отрогов Среднерусской возвышенности, на левом берегу ручья Чесночный (приток реки Олым), на расстоянии примерно 14 километров (по прямой) к юго-востоку от села Волово, административного центра района. Абсолютная высота — 179 метров над уровнем моря.
Климат умеренно континентальный с теплым летом и умеренно морозной зимой.
Часовой пояс
Село Нижнее Чесночное, как и вся Липецкая область, находится в часовой зоне МСК (московское время). Смещение применяемого времени относительно UTC составляет +3:00.

## Население
| 2010 | 2012 |
| ---- | ---- |
| 247  | ↗253 |

Гендерный состав
По данным Всероссийской переписи населения 2010 года в гендерной структуре населения мужчины составляли 47,4 %, женщины — соответственно 52,6 %.
Национальный состав
Согласно результатам переписи 2002 года, в национальной структуре населения русские составляли 94 %.

## Инфраструктура
Действует СХПК «Воловский»

## Улицы
Уличная сеть села состоит из пяти улиц.